# Municípios da Carolina do Norte
Esta lista compreende a todos os 1.035 localizações do estado estadounidense da Carolina do Norte e 4 territórios não organizados com os dados do Censo de 2010 ordenados em ordem alfabética:

## Municípios

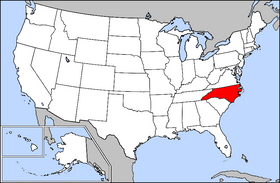
Mapa dos E.U.A. & Carolina do Norte

| #    | Município                       | Condado                 | Censo de 2010 |
| ---- | ------------------------------- | ----------------------- | ------------- |
| 1    | Camp Lejeune                    | condado de Onslow       | 29111         |
| 2    | Forneys Creek                   | condado de Swain        | 11            |
| 3    | Hofmann Forest                  | condado de Onslow       | 5             |
| 4    | Lake Mattamuskeet               | condado de Hyde         | 7             |
| 5    | Município 1                     | condado de Alamance     | 4869          |
| 6    | Município 1                     | condado de Cabarrus     | 24424         |
| 7    | Município 1                     | condado de Chowan       | 7731          |
| 8    | Município 1                     | condado de Craven       | 8656          |
| 9    | Município 1                     | condado de Edgecombe    | 15189         |
| 10   | Município 1                     | condado de Jones        | 2038          |
| 11   | Município 1                     | condado de Lee          | 8885          |
| 12   | Município 1                     | condado de Madison      | 2990          |
| 13   | Município 1                     | condado de Madison      | 1194          |
| 14   | Município 1                     | condado de Mecklenburg  | 731424        |
| 15   | Município 1                     | condado de Moore        | 6820          |
| 16   | Município 1                     | condado de Pamlico      | 2697          |
| 17   | Município 10                    | condado de Alamance     | 16681         |
| 18   | Município 10                    | condado de Cabarrus     | 6241          |
| 19   | Município 10                    | condado de Edgecombe    | 3303          |
| 20   | Município 10                    | condado de Madison      | 1498          |
| 21   | Município 10                    | condado de Mecklenburg  | 24801         |
| 22   | Município 10                    | condado de Moore        | 3760          |
| 23   | Município 11                    | condado de Alamance     | 4575          |
| 24   | Município 11                    | condado de Cabarrus     | 21937         |
| 25   | Município 11                    | condado de Edgecombe    | 1931          |
| 26   | Município 11                    | condado de Madison      | 390           |
| 27   | Município 11                    | condado de Mecklenburg  | 11204         |
| 28   | Município 12                    | condado de Alamance     | 37537         |
| 29   | Município 12                    | condado de Cabarrus     | 18122         |
| 30   | Município 12                    | condado de Edgecombe    | 17896         |
| 31   | Município 12                    | condado de Mecklenburg  | 6563          |
| 32   | Município 13                    | condado de Alamance     | 5551          |
| 33   | Município 13                    | condado de Edgecombe    | 2134          |
| 34   | Município 13                    | condado de Mecklenburg  | 33650         |
| 35   | Município 14                    | condado de Edgecombe    | 1818          |
| 36   | Município 14                    | condado de Mecklenburg  | 7479          |
| 37   | Município 15                    | condado de Mecklenburg  | 28977         |
| 38   | Município 2                     | condado de Alamance     | 4491          |
| 39   | Município 2                     | condado de Cabarrus     | 35668         |
| 40   | Município 2                     | condado de Chowan       | 3644          |
| 41   | Município 2                     | condado de Craven       | 8695          |
| 42   | Município 2                     | condado de Edgecombe    | 1906          |
| 43   | Município 2                     | condado de Jones        | 2612          |
| 44   | Município 2                     | condado de Lee          | 12859         |
| 45   | Município 2                     | condado de Madison      | 1100          |
| 46   | Município 2                     | condado de Mecklenburg  | 3812          |
| 47   | Município 2                     | condado de Moore        | 3319          |
| 48   | Município 2                     | condado de Pamlico      | 2909          |
| 49   | Município 3                     | condado de Alamance     | 25227         |
| 50   | Município 3                     | condado de Cabarrus     | 12348         |
| 51   | Município 3                     | condado de Chowan       | 1333          |
| 52   | Município 3                     | condado de Craven       | 3462          |
| 53   | Município 3                     | condado de Edgecombe    | 736           |
| 54   | Município 3                     | condado de Jones        | 1981          |
| 55   | Município 3                     | condado de Lee          | 3949          |
| 56   | Município 3                     | condado de Madison      | 4492          |
| 57   | Município 3                     | condado de Mecklenburg  | 8831          |
| 58   | Município 3                     | condado de Moore        | 5770          |
| 59   | Município 3                     | condado de Pamlico      | 2546          |
| 60   | Município 4                     | condado de Alamance     | 5414          |
| 61   | Município 4                     | condado de Cabarrus     | 42072         |
| 62   | Município 4                     | condado de Chowan       | 2085          |
| 63   | Município 4                     | condado de Edgecombe    | 911           |
| 64   | Município 4                     | condado de Jones        | 907           |
| 65   | Município 4                     | condado de Lee          | 2161          |
| 66   | Município 4                     | condado de Madison      | 3327          |
| 67   | Município 4                     | condado de Moore        | 2753          |
| 68   | Município 4                     | condado de Pamlico      | 2268          |
| 69   | Município 5                     | condado de Alamance     | 3339          |
| 70   | Município 5                     | condado de Cabarrus     | 4067          |
| 71   | Município 5                     | condado de Craven       | 3836          |
| 72   | Município 5                     | condado de Edgecombe    | 1282          |
| 73   | Município 5                     | condado de Jones        | 900           |
| 74   | Município 5                     | condado de Lee          | 6747          |
| 75   | Município 5                     | condado de Madison      | 1790          |
| 76   | Município 5                     | condado de Mecklenburg  | 10575         |
| 77   | Município 5                     | condado de Moore        | 409           |
| 78   | Município 5                     | condado de Pamlico      | 2724          |
| 79   | Município 6                     | condado de Alamance     | 24183         |
| 80   | Município 6                     | condado de Cabarrus     | 2636          |
| 81   | Município 6                     | condado de Craven       | 25398         |
| 82   | Município 6                     | condado de Edgecombe    | 1560          |
| 83   | Município 6                     | condado de Jones        | 641           |
| 84   | Município 6                     | condado de Lee          | 18236         |
| 85   | Município 6                     | condado de Madison      | 1254          |
| 86   | Município 6                     | condado de Mecklenburg  | 21423         |
| 87   | Município 6                     | condado de Moore        | 3877          |
| 88   | Município 7                     | condado de Alamance     | 4383          |
| 89   | Município 7                     | condado de Cabarrus     | 1431          |
| 90   | Município 7                     | condado de Craven       | 14197         |
| 91   | Município 7                     | condado de Edgecombe    | 3525          |
| 92   | Município 7                     | condado de Jones        | 1074          |
| 93   | Município 7                     | condado de Lee          | 5029          |
| 94   | Município 7                     | condado de Madison      | 1264          |
| 95   | Município 7                     | condado de Mecklenburg  | 4869          |
| 96   | Município 7                     | condado de Moore        | 18592         |
| 97   | Município 8                     | condado de Alamance     | 6349          |
| 98   | Município 8                     | condado de Cabarrus     | 5607          |
| 99   | Município 8                     | condado de Craven       | 35865         |
| 100  | Município 8                     | condado de Edgecombe    | 2554          |
| 101  | Município 8                     | condado de Madison      | 914           |
| 102  | Município 8                     | condado de Mecklenburg  | 4088          |
| 103  | Município 8                     | condado de Moore        | 17032         |
| 104  | Município 9                     | condado de Alamance     | 8532          |
| 105  | Município 9                     | condado de Cabarrus     | 3458          |
| 106  | Município 9                     | condado de Craven       | 3396          |
| 107  | Município 9                     | condado de Edgecombe    | 1807          |
| 108  | Município 9                     | condado de Madison      | 551           |
| 109  | Município 9                     | condado de Mecklenburg  | 21932         |
| 110  | Município 9                     | condado de Moore        | 25915         |
| 111  | Abbotts                         | condado de Bladen       | 1094          |
| 112  | Abbotts Creek                   | condado de Davidson     | 12846         |
| 113  | Abbotts Creek                   | condado de Forsyth      | 11310         |
| 114  | Ahoskie                         | condado de Hertford     | 8620          |
| 115  | Albertson                       | condado de Duplin       | 3878          |
| 116  | Albright                        | condado de Chatham      | 2584          |
| 117  | Alfordsville                    | condado de Robeson      | 2146          |
| 118  | Alleghany                       | condado de Davidson     | 710           |
| 119  | Allendale                       | condado de Hoke         | 722           |
| 120  | Allensville                     | condado de Person       | 3136          |
| 121  | Alligator                       | condado de Tyrrell      | 330           |
| 122  | Almond                          | condado de Stanly       | 3326          |
| 123  | Altamont                        | condado de Avery        | 1297          |
| 124  | Anderson                        | condado de Caswell      | 2172          |
| 125  | Anderson Creek                  | condado de Harnett      | 14060         |
| 126  | Ansonville                      | condado de Anson        | 1698          |
| 127  | Antioch                         | condado de Hoke         | 4185          |
| 128  | Antioch                         | condado de Wilkes       | 1103          |
| 129  | Arcadia                         | condado de Davidson     | 10799         |
| 130  | Arthur                          | condado de Pitt         | 6050          |
| 131  | Asheboro                        | condado de Randolph     | 23561         |
| 132  | Asheville                       | condado de Buncombe     | 16075         |
| 133  | Atlantic                        | condado de Carteret     | 694           |
| 134  | Atlantic                        | condado de Dare         | 17809         |
| 135  | Atwell                          | condado de Rowan        | 12428         |
| 136  | Averasboro                      | condado de Harnett      | 13018         |
| 137  | Avery Creek                     | condado de Buncombe     | 6968          |
| 138  | Ayden                           | condado de Pitt         | 7525          |
| 139  | Back Creek                      | condado de Randolph     | 5131          |
| 140  | Back Swamp                      | condado de Robeson      | 5215          |
| 141  | Bailey                          | condado de Nash         | 4397          |
| 142  | Bakersville                     | condado de Mitchell     | 1810          |
| 143  | Bald Mountain                   | condado de Watauga      | 619           |
| 144  | Baldwin                         | condado de Chatham      | 7605          |
| 145  | Bandy's                         | condado de Catawba      | 4864          |
| 146  | Banner                          | condado de Johnston     | 6833          |
| 147  | Banner Elk                      | condado de Avery        | 2996          |
| 148  | Barbecue                        | condado de Harnett      | 17033         |
| 149  | Barkers Creek                   | condado de Jackson      | 1839          |
| 150  | Barringer                       | condado de Iredell      | 6533          |
| 151  | Bartons Creek                   | condado de Wake         | 22055         |
| 152  | Bath                            | condado de Beaufort     | 4649          |
| 153  | Bear Creek                      | condado de Chatham      | 3602          |
| 154  | Beargrass                       | condado de Martin       | 2065          |
| 155  | Beaufort                        | condado de Carteret     | 8650          |
| 156  | Beaver Creek                    | condado de Wilkes       | 600           |
| 157  | Beaver Dam                      | condado de Cumberland   | 1559          |
| 158  | Beaver Island                   | condado de Stokes       | 3707          |
| 159  | Beaverdam                       | condado de Cherokee     | 797           |
| 160  | Beaverdam                       | condado de Haywood      | 12801         |
| 161  | Beaverdam                       | condado de Richmond     | 3676          |
| 162  | Beaverdam                       | condado de Watauga      | 1351          |
| 163  | Beech Mountain                  | condado de Avery        | 672           |
| 164  | Belews Creek                    | condado de Forsyth      | 6160          |
| 165  | Belvidere                       | condado de Perquimans   | 1302          |
| 166  | Belvoir                         | condado de Pitt         | 9334          |
| 167  | Belvoir                         | condado de Sampson      | 2160          |
| 168  | Bentonville                     | condado de Johnston     | 1929          |
| 169  | Bethania                        | condado de Forsyth      | 9200          |
| 170  | Bethany                         | condado de Iredell      | 7277          |
| 171  | Bethel                          | condado de Bladen       | 4467          |
| 172  | Bethel                          | condado de Perquimans   | 3848          |
| 173  | Bethel                          | condado de Pitt         | 2470          |
| 174  | Beulah                          | condado de Johnston     | 4311          |
| 175  | Big Creek                       | condado de Stokes       | 2023          |
| 176  | Big Lick                        | condado de Stanly       | 5125          |
| 177  | Bingham                         | condado de Orange       | 6527          |
| 178  | Biscoe                          | condado de Montgomery   | 5765          |
| 179  | Black Creek                     | condado de Wilson       | 4087          |
| 180  | Black Jack                      | condado de Richmond     | 513           |
| 181  | Black Mountain                  | condado de Buncombe     | 13416         |
| 182  | Black River                     | condado de Cumberland   | 2180          |
| 183  | Black River                     | condado de Harnett      | 10373         |
| 184  | Bladenboro                      | condado de Bladen       | 6009          |
| 185  | Blowing Rock                    | condado de Watauga      | 2715          |
| 186  | Blue Ridge                      | condado de Henderson    | 11172         |
| 187  | Blue Ridge                      | condado de Watauga      | 4211          |
| 188  | Blue Springs                    | condado de Hoke         | 1628          |
| 189  | Bogue                           | condado de Columbus     | 3058          |
| 190  | Bolton                          | condado de Columbus     | 1611          |
| 191  | Boomer                          | condado de Wilkes       | 2286          |
| 192  | Boon Hill                       | condado de Johnston     | 7283          |
| 193  | Boone                           | condado de Davidson     | 4753          |
| 194  | Boone                           | condado de Watauga      | 9379          |
| 195  | Boonville                       | condado de Yadkin       | 4179          |
| 196  | Boyd                            | condado de Transylvania | 3694          |
| 197  | Brackett                        | condado de McDowell     | 476           |
| 198  | Bradshaw                        | condado de Mitchell     | 399           |
| 199  | Brassfield                      | condado de Granville    | 12180         |
| 200  | Brasstown                       | condado de Clay         | 2014          |
| 201  | Brevard                         | condado de Transylvania | 11623         |
| 202  | Brinkleyville                   | condado de Halifax      | 5159          |
| 203  | Britts                          | condado de Robeson      | 3445          |
| 204  | Broad River                     | condado de Buncombe     | 1763          |
| 205  | Broadbay                        | condado de Forsyth      | 2002          |
| 206  | Brogden                         | condado de Wayne        | 21881         |
| 207  | Brower                          | condado de Randolph     | 1409          |
| 208  | Brown Marsh                     | condado de Bladen       | 1865          |
| 209  | Bruce                           | condado de Guilford     | 9768          |
| 210  | Brush Creek                     | condado de Yancey       | 523           |
| 211  | Brushy Fork                     | condado de Watauga      | 4935          |
| 212  | Brushy Mountain                 | condado de Wilkes       | 551           |
| 213  | Bryan                           | condado de Surry        | 2747          |
| 214  | Buck Swamp                      | condado de Wayne        | 7157          |
| 215  | Buckhorn                        | condado de Harnett      | 2435          |
| 216  | Buckhorn                        | condado de Wake         | 3251          |
| 217  | Buford                          | condado de Union        | 10323         |
| 218  | Bug Hill                        | condado de Columbus     | 2892          |
| 219  | Bull Head                       | condado de Greene       | 1574          |
| 220  | Burgaw                          | condado de Pender       | 8405          |
| 221  | Burningtown                     | condado de Macon        | 894           |
| 222  | Burnsville                      | condado de Anson        | 1942          |
| 223  | Burnsville                      | condado de Yancey       | 4409          |
| 224  | Burnt Swamp                     | condado de Robeson      | 2606          |
| 225  | Bushy Fork                      | condado de Person       | 2516          |
| 226  | Butterwood                      | condado de Halifax      | 568           |
| 227  | Calahaln                        | condado de Davie        | 2673          |
| 228  | Caldwell                        | condado de Catawba      | 7722          |
| 229  | Camp Creek                      | condado de Rutherford   | 1299          |
| 230  | Canada                          | condado de Jackson      | 640           |
| 231  | Cane Creek                      | condado de Mitchell     | 771           |
| 232  | Cane River                      | condado de Yancey       | 1880          |
| 233  | Canetuck                        | condado de Pender       | 370           |
| 234  | Caney Fork                      | condado de Jackson      | 738           |
| 235  | Cape Fear                       | condado de Chatham      | 1323          |
| 236  | Cape Fear                       | condado de New Hanover  | 18388         |
| 237  | Carey's Flat                    | condado de Avery        | 132           |
| 238  | Carolina                        | condado de Pitt         | 2070          |
| 239  | Carr                            | condado de Durham       | 3064          |
| 240  | Carrs                           | condado de Greene       | 839           |
| 241  | Cartoogechaye                   | condado de Macon        | 2436          |
| 242  | Carvers Creek                   | condado de Bladen       | 1884          |
| 243  | Carvers Creek                   | condado de Cumberland   | 22866         |
| 244  | Cary                            | condado de Wake         | 74074         |
| 245  | Cashiers                        | condado de Jackson      | 1974          |
| 246  | Castalia                        | condado de Nash         | 2030          |
| 247  | Caswell                         | condado de Pender       | 1418          |
| 248  | Cataloochee                     | condado de Haywood      | 37            |
| 249  | Catawba                         | condado de Catawba      | 8490          |
| 250  | Catawba Springs                 | condado de Lincoln      | 22548         |
| 251  | Catheys Creek                   | condado de Transylvania | 3821          |
| 252  | Cecil                           | condado de Haywood      | 504           |
| 253  | Cedar Creek                     | condado de Cumberland   | 12586         |
| 254  | Cedar Fork                      | condado de Wake         | 40841         |
| 255  | Cedar Grove                     | condado de Orange       | 5222          |
| 256  | Cedar Grove                     | condado de Randolph     | 8947          |
| 257  | Cedar Island                    | condado de Carteret     | 327           |
| 258  | Cedar Rock                      | condado de Franklin     | 2371          |
| 259  | Center                          | condado de Chatham      | 7464          |
| 260  | Center                          | condado de Stanly       | 5857          |
| 261  | Center Grove                    | condado de Guilford     | 7457          |
| 262  | Central                         | condado de Bladen       | 1259          |
| 263  | Cerro Gordo                     | condado de Columbus     | 2152          |
| 264  | Chadbourn                       | condado de Columbus     | 6219          |
| 265  | Chambersburg                    | condado de Iredell      | 11344         |
| 266  | Chapel Hill                     | condado de Orange       | 87971         |
| 267  | Charleston                      | condado de Swain        | 11982         |
| 268  | Cheek Creek                     | condado de Montgomery   | 628           |
| 269  | Cheeks                          | condado de Orange       | 9313          |
| 270  | Cheoah                          | condado de Graham       | 6794          |
| 271  | Cherry Lane                     | condado de Alleghany    | 1528          |
| 272  | Cherryville                     | condado de Gaston       | 16500         |
| 273  | Chestnut Hill                   | condado de Ashe         | 828           |
| 274  | Chicod                          | condado de Pitt         | 6645          |
| 275  | Chimney Rock                    | condado de Rutherford   | 2666          |
| 276  | Chinesa Grove                   | condado de Rowan        | 24501         |
| 277  | Chocowinity                     | condado de Beaufort     | 9290          |
| 278  | Clarksville                     | condado de Davie        | 3766          |
| 279  | Clay                            | condado de Guilford     | 7359          |
| 280  | Clayton                         | condado de Johnston     | 30712         |
| 281  | Clear Creek                     | condado de Henderson    | 6011          |
| 282  | Clemmonsville                   | condado de Forsyth      | 14927         |
| 283  | Cleveland                       | condado de Johnston     | 19628         |
| 284  | Cleveland                       | condado de Rowan        | 2817          |
| 285  | Clifton                         | condado de Ashe         | 1911          |
| 286  | Clines                          | condado de Catawba      | 24354         |
| 287  | Clyde                           | condado de Haywood      | 6542          |
| 288  | Coddle Creek                    | condado de Iredell      | 32599         |
| 289  | Colerain                        | condado de Bertie       | 3176          |
| 290  | Coleridge                       | condado de Randolph     | 2290          |
| 291  | Colfax                          | condado de Rutherford   | 8681          |
| 292  | Colly                           | condado de Bladen       | 2262          |
| 293  | Columbia                        | condado de Pender       | 2304          |
| 294  | Columbia                        | condado de Randolph     | 7016          |
| 295  | Columbia                        | condado de Tyrrell      | 2929          |
| 296  | Columbus                        | condado de Polk         | 6474          |
| 297  | Concord                         | condado de Iredell      | 6999          |
| 298  | Concord                         | condado de Randolph     | 2613          |
| 299  | Conoconnara                     | condado de Halifax      | 499           |
| 300  | Conrad Hill                     | condado de Davidson     | 9401          |
| 301  | Contentnea Neck                 | condado de Lenoir       | 3684          |
| 302  | Cool Spring                     | condado de Rutherford   | 14804         |
| 303  | Cool Springs                    | condado de Iredell      | 3912          |
| 304  | Cooper Gap                      | condado de Polk         | 2206          |
| 305  | Coopers                         | condado de Nash         | 3625          |
| 306  | Cotton Grove                    | condado de Davidson     | 9066          |
| 307  | Courthouse                      | condado de Camden       | 3822          |
| 308  | Cove Creek                      | condado de Watauga      | 3118          |
| 309  | Cowee                           | condado de Macon        | 2273          |
| 310  | Crab Creek                      | condado de Henderson    | 4558          |
| 311  | Crabtree                        | condado de Haywood      | 1736          |
| 312  | Crabtree                        | condado de Yancey       | 3359          |
| 313  | Cranberry                       | condado de Alleghany    | 375           |
| 314  | Cranberry                       | condado de Avery        | 614           |
| 315  | Crawford                        | condado de Currituck    | 7208          |
| 316  | Creston                         | condado de Ashe         | 612           |
| 317  | Croatan                         | condado de Dare         | 1085          |
| 318  | Crooked Creek                   | condado de McDowell     | 3527          |
| 319  | Cross Creek                     | condado de Cumberland   | 66163         |
| 320  | Cross Roads                     | condado de Martin       | 1515          |
| 321  | Cross Roads                     | condado de Wilson       | 3896          |
| 322  | Crowders Mountain               | condado de Gaston       | 15821         |
| 323  | Cullowhee                       | condado de Jackson      | 9428          |
| 324  | Cunningham                      | condado de Person       | 1770          |
| 325  | Currituck                       | condado de Hyde         | 1129          |
| 326  | Cypress Creek                   | condado de Bladen       | 965           |
| 327  | Cypress Creek                   | condado de Duplin       | 3409          |
| 328  | Cypress Creek                   | condado de Franklin     | 3843          |
| 329  | Dabney                          | condado de Vance        | 2818          |
| 330  | Dallas                          | condado de Gaston       | 21436         |
| 331  | Dão River                       | condado de Caswell      | 2567          |
| 332  | Danbury                         | condado de Stokes       | 1238          |
| 333  | Davidson                        | condado de Iredell      | 32786         |
| 334  | Davis                           | condado de Carteret     | 426           |
| 335  | Deep Creek                      | condado de Yadkin       | 3326          |
| 336  | Deep River                      | condado de Guilford     | 18518         |
| 337  | Dillsboro                       | condado de Jackson      | 1527          |
| 338  | Dismal                          | condado de Sampson      | 4054          |
| 339  | Dobson                          | condado de Surry        | 8860          |
| 340  | Drexel                          | condado de Burke        | 6594          |
| 341  | Dry Wells                       | condado de Nash         | 3702          |
| 342  | Duke                            | condado de Harnett      | 5976          |
| 343  | Duncans Creek                   | condado de Rutherford   | 594           |
| 344  | Dunn                            | condado de Franklin     | 8402          |
| 345  | Dunns Rock                      | condado de Transylvania | 4877          |
| 346  | Durham                          | condado de Durham       | 106210        |
| 347  | Dutchville                      | condado de Granville    | 17725         |
| 348  | Dysartsville                    | condado de McDowell     | 3450          |
| 349  | Eagle Mills                     | condado de Iredell      | 1912          |
| 350  | East Bend                       | condado de Yadkin       | 3489          |
| 351  | East Fork                       | condado de Haywood      | 1652          |
| 352  | East Howellsville               | condado de Robeson      | 2459          |
| 353  | East Lake                       | condado de Dare         | 161           |
| 354  | Eastatoe                        | condado de Transylvania | 2989          |
| 355  | Eastover                        | condado de Cumberland   | 12753         |
| 356  | Edneyville                      | condado de Henderson    | 4734          |
| 357  | Edwards                         | condado de Wilkes       | 7318          |
| 358  | Egypt                           | condado de Yancey       | 585           |
| 359  | Eldora                          | condado de Surry        | 3715          |
| 360  | Eldorado                        | condado de Montgomery   | 1873          |
| 361  | Elevation                       | condado de Johnston     | 6684          |
| 362  | Elizabeth City                  | condado de Pasquotank   | 11741         |
| 363  | Elizabethtown                   | condado de Bladen       | 6948          |
| 364  | Elk                             | condado de Ashe         | 613           |
| 365  | Elk                             | condado de Watauga      | 638           |
| 366  | Elk                             | condado de Wilkes       | 1002          |
| 367  | Elk Park                        | condado de Avery        | 1227          |
| 368  | Elkin                           | condado de Surry        | 6288          |
| 369  | Ellendale                       | condado de Alexander    | 3632          |
| 370  | Ellijay                         | condado de Macon        | 2691          |
| 371  | Emmons                          | condado de Davidson     | 7243          |
| 372  | Endy                            | condado de Stanly       | 1944          |
| 373  | Enfield                         | condado de Halifax      | 5842          |
| 374  | Eno                             | condado de Orange       | 7501          |
| 375  | Fair Bluff                      | condado de Columbus     | 1788          |
| 376  | Fairfield                       | condado de Hyde         | 1160          |
| 377  | Fairmont                        | condado de Robeson      | 5518          |
| 378  | Fairview                        | condado de Buncombe     | 11111         |
| 379  | Faison                          | condado de Duplin       | 4489          |
| 380  | Falkland                        | condado de Pitt         | 3682          |
| 381  | Falling Creek                   | condado de Lenoir       | 5979          |
| 382  | Fallstown                       | condado de Iredell      | 8736          |
| 383  | Farmington                      | condado de Davie        | 11313         |
| 384  | Farmville                       | condado de Pitt         | 6703          |
| 385  | Faucett                         | condado de Halifax      | 1738          |
| 386  | Federal Point                   | condado de New Hanover  | 25469         |
| 387  | Fentress                        | condado de Guilford     | 10372         |
| 388  | Ferrells                        | condado de Nash         | 2946          |
| 389  | Fins Creek                      | condado de Haywood      | 1266          |
| 390  | Fishing Creek                   | condado de Granville    | 8169          |
| 391  | Fishing Creek                   | condado de Warren       | 1781          |
| 392  | Flat Creek                      | condado de Buncombe     | 6068          |
| 393  | Flat River                      | condado de Person       | 7137          |
| 394  | Flats                           | condado de Macon        | 466           |
| 395  | Forbush                         | condado de Yadkin       | 4032          |
| 396  | Fork                            | condado de Warren       | 517           |
| 397  | Fork                            | condado de Wayne        | 11149         |
| 398  | Fork Mountain-Little Rock Creek | condado de Mitchell     | 774           |
| 399  | Fort Bragg Military Reservation | condado de Hoke         | 0             |
| 400  | Fountain                        | condado de Pitt         | 1356          |
| 401  | Frank                           | condado de Avery        | 296           |
| 402  | Franklin                        | condado de Macon        | 14509         |
| 403  | Franklin                        | condado de Rowan        | 12322         |
| 404  | Franklin                        | condado de Sampson      | 2228          |
| 405  | Franklin                        | condado de Surry        | 2400          |
| 406  | Franklinton                     | condado de Franklin     | 8311          |
| 407  | Franklinville                   | condado de Randolph     | 10080         |
| 408  | French Broad                    | condado de Buncombe     | 6912          |
| 409  | Frenches Creek                  | condado de Bladen       | 1035          |
| 410  | Friendship                      | condado de Guilford     | 8648          |
| 411  | Fruitville                      | condado de Currituck    | 1637          |
| 412  | Fulton                          | condado de Davie        | 2281          |
| 413  | Furr                            | condado de Stanly       | 9915          |
| 414  | Gaddys                          | condado de Robeson      | 1511          |
| 415  | Gap Civil                       | condado de Alleghany    | 4474          |
| 416  | Gardners                        | condado de Wilson       | 3870          |
| 417  | Gaston                          | condado de Northampton  | 5973          |
| 418  | Gastonia                        | condado de Gaston       | 85249         |
| 419  | Gatesville                      | condado de Gates        | 1614          |
| 420  | Gilkey                          | condado de Rutherford   | 1952          |
| 421  | Gilmer                          | condado de Guilford     | 74448         |
| 422  | Glade Creek                     | condado de Alleghany    | 1991          |
| 423  | Glenwood                        | condado de McDowell     | 2814          |
| 424  | Glisson                         | condado de Duplin       | 2718          |
| 425  | Globe                           | condado de Caldwell     | 385           |
| 426  | Gloucester                      | condado de Transylvania | 1326          |
| 427  | Gold Hill                       | condado de Rowan        | 11278         |
| 428  | Gold Mine                       | condado de Franklin     | 1630          |
| 429  | Golden Valley                   | condado de Rutherford   | 1013          |
| 430  | Goldsboro                       | condado de Wayne        | 22380         |
| 431  | Goose Creek                     | condado de Union        | 14773         |
| 432  | Goose Nest                      | condado de Martin       | 1100          |
| 433  | Grady                           | condado de Pender       | 2368          |
| 434  | Grant                           | condado de Randolph     | 6336          |
| 435  | Grantham                        | condado de Wayne        | 4264          |
| 436  | Grassy Creek                    | condado de Ashe         | 455           |
| 437  | Grassy Creek                    | condado de Mitchell     | 8267          |
| 438  | Grays Creek                     | condado de Cumberland   | 9319          |
| 439  | Great Swamp                     | condado de Wayne        | 2362          |
| 440  | Green Creek                     | condado de Polk         | 3607          |
| 441  | Green Hill                      | condado de Rutherford   | 2878          |
| 442  | Green Mountain                  | condado de Yancey       | 600           |
| 443  | Green River                     | condado de Henderson    | 4695          |
| 444  | Greene                          | condado de Guilford     | 3386          |
| 445  | Greens Creek                    | condado de Jackson      | 1429          |
| 446  | Greenville                      | condado de Pitt         | 49564         |
| 447  | Griffins                        | condado de Martin       | 1262          |
| 448  | Griffins                        | condado de Nash         | 2890          |
| 449  | Grifton                         | condado de Pitt         | 4900          |
| 450  | Grimesland                      | condado de Pitt         | 11746         |
| 451  | Grove                           | condado de Harnett      | 10911         |
| 452  | Gulf                            | condado de Chatham      | 3363          |
| 453  | Gulledge                        | condado de Anson        | 2238          |
| 454  | Gum Neck                        | condado de Tyrrell      | 425           |
| 455  | Gwaltneys                       | condado de Alexander    | 2252          |
| 456  | Hadley                          | condado de Chatham      | 2476          |
| 457  | Halifax                         | condado de Halifax      | 2775          |
| 458  | Hall                            | condado de Gates        | 1538          |
| 459  | Halls                           | condado de Sampson      | 2476          |
| 460  | Hamburg                         | condado de Jackson      | 1738          |
| 461  | Hamilton                        | condado de Martin       | 1544          |
| 462  | Hampton                         | condado de Davidson     | 1282          |
| 463  | Harkers Island                  | condado de Carteret     | 1207          |
| 464  | Harlowe                         | condado de Carteret     | 1570          |
| 465  | Harnett                         | condado de New Hanover  | 37561         |
| 466  | Harrell                         | condado de Mitchell     | 1179          |
| 467  | Harrellsville                   | condado de Hertford     | 1357          |
| 468  | Harris                          | condado de Franklin     | 8327          |
| 469  | Harris                          | condado de Stanly       | 6480          |
| 470  | Haslett                         | condado de Gates        | 2560          |
| 471  | Hatteras                        | condado de Dare         | 2921          |
| 472  | Haw River                       | condado de Chatham      | 1373          |
| 473  | Hawtree                         | condado de Warren       | 1457          |
| 474  | Hayesville                      | condado de Clay         | 3868          |
| 475  | Hayesville                      | condado de Franklin     | 2098          |
| 476  | Healing Spring                  | condado de Davidson     | 2642          |
| 477  | Heaton                          | condado de Avery        | 443           |
| 478  | Hectors Creek                   | condado de Harnett      | 5112          |
| 479  | Helton                          | condado de Ashe         | 718           |
| 480  | Henderson                       | condado de Vance        | 21046         |
| 481  | Hendersonville                  | condado de Henderson    | 47527         |
| 482  | Herring                         | condado de Sampson      | 1876          |
| 483  | Hertford                        | condado de Perquimans   | 2601          |
| 484  | Hiawassee                       | condado de Clay         | 1578          |
| 485  | Hickory                         | condado de Catawba      | 61829         |
| 486  | Hickory Mountain                | condado de Chatham      | 2699          |
| 487  | Higgins                         | condado de McDowell     | 2202          |
| 488  | High Point                      | condado de Guilford     | 79032         |
| 489  | High Shoals                     | condado de Rutherford   | 8363          |
| 490  | Highlands                       | condado de Macon        | 2668          |
| 491  | Hightowers                      | condado de Caswell      | 1773          |
| 492  | Hillsborough                    | condado de Orange       | 13809         |
| 493  | Hogback                         | condado de Transylvania | 2215          |
| 494  | Hollow                          | condado de Bladen       | 2318          |
| 495  | Holloway                        | condado de Person       | 2362          |
| 496  | Holly                           | condado de Pender       | 2360          |
| 497  | Holly Grove                     | condado de Gates        | 2141          |
| 498  | Holly Springs                   | condado de Wake         | 33071         |
| 499  | Honeycutt                       | condado de Sampson      | 3124          |
| 500  | Hookerton                       | condado de Greene       | 4345          |
| 501  | Hoopers Creek                   | condado de Henderson    | 14573         |
| 502  | Horse Creek                     | condado de Ashe         | 680           |
| 503  | Hothouse                        | condado de Cherokee     | 1591          |
| 504  | House Creek                     | condado de Wake         | 57439         |
| 505  | Howards Creek                   | condado de Lincoln      | 8988          |
| 506  | Hudson                          | condado de Caldwell     | 12628         |
| 507  | Hughes                          | condado de Avery        | 490           |
| 508  | Hunters Mill                    | condado de Gates        | 1446          |
| 509  | Huntsville                      | condado de Rockingham   | 6085          |
| 510  | Hurricane                       | condado de Ashe         | 302           |
| 511  | Icard                           | condado de Burke        | 17628         |
| 512  | Indian Springs                  | condado de Wayne        | 7790          |
| 513  | Indian Woods                    | condado de Bertie       | 471           |
| 514  | Ingalls                         | condado de Avery        | 2930          |
| 515  | Ingrams                         | condado de Johnston     | 7016          |
| 516  | Institute                       | condado de Lenoir       | 2623          |
| 517  | Iron Duff                       | condado de Haywood      | 1078          |
| 518  | Ironton                         | condado de Lincoln      | 20744         |
| 519  | Island Creek                    | condado de Duplin       | 10390         |
| 520  | Ivy                             | condado de Buncombe     | 3569          |
| 521  | Ivy Hill                        | condado de Haywood      | 4866          |
| 522  | Jacks Creek                     | condado de Yancey       | 1686          |
| 523  | Jackson                         | condado de Nash         | 3143          |
| 524  | Jackson                         | condado de Northampton  | 980           |
| 525  | Jackson                         | condado de Union        | 11012         |
| 526  | Jackson Hill                    | condado de Davidson     | 1107          |
| 527  | Jacksonville                    | condado de Onslow       | 70537         |
| 528  | Jacobs Fork                     | condado de Catawba      | 5157          |
| 529  | Jamestown                       | condado de Guilford     | 12643         |
| 530  | Jamesville                      | condado de Martin       | 2689          |
| 531  | Jason                           | condado de Greene       | 1868          |
| 532  | Jefferson                       | condado de Ashe         | 4718          |
| 533  | Jefferson                       | condado de Guilford     | 10424         |
| 534  | Jerusalem                       | condado de Davie        | 6062          |
| 535  | Jobs Cabin                      | condado de Wilkes       | 567           |
| 536  | Johns River                     | condado de Caldwell     | 1387          |
| 537  | Johnsonville                    | condado de Harnett      | 10808         |
| 538  | Jonas Ridge                     | condado de Burke        | 678           |
| 539  | Jonathan Creek                  | condado de Haywood      | 3118          |
| 540  | Judkins                         | condado de Warren       | 718           |
| 541  | Kenansville                     | condado de Duplin       | 5565          |
| 542  | Kernersville                    | condado de Forsyth      | 30386         |
| 543  | Kings Creek                     | condado de Caldwell     | 1715          |
| 544  | Kinnakeet                       | condado de Dare         | 1401          |
| 545  | Kinston                         | condado de Lenoir       | 21406         |
| 546  | Kirby                           | condado de Northampton  | 3701          |
| 547  | Kittrell                        | condado de Vance        | 5822          |
| 548  | Lake Creek                      | condado de Bladen       | 909           |
| 549  | Lake Landing                    | condado de Hyde         | 1784          |
| 550  | Lanes Creek                     | condado de Union        | 2650          |
| 551  | Lanesboro                       | condado de Anson        | 6015          |
| 552  | Laurel                          | condado de Ashe         | 413           |
| 553  | Laurel Creek                    | condado de Watauga      | 1947          |
| 554  | Laurel Hill                     | condado de Scotland     | 3245          |
| 555  | Leaksville                      | condado de Rockingham   | 20857         |
| 556  | Leasburg                        | condado de Caswell      | 1210          |
| 557  | Lebanon                         | condado de Durham       | 18722         |
| 558  | Lês                             | condado de Columbus     | 3835          |
| 559  | Lês Mill                        | condado de Washington   | 2884          |
| 560  | Leesville                       | condado de Wake         | 41850         |
| 561  | Leicester                       | condado de Buncombe     | 19148         |
| 562  | Lenoir                          | condado de Caldwell     | 21005         |
| 563  | Level Cross                     | condado de Randolph     | 3970          |
| 564  | Lewis Fork                      | condado de Wilkes       | 1585          |
| 565  | Lewisville                      | condado de Forsyth      | 17707         |
| 566  | Lexington                       | condado de Davidson     | 30851         |
| 567  | Liberty                         | condado de Randolph     | 5792          |
| 568  | Lilesville                      | condado de Anson        | 3366          |
| 569  | Lillington                      | condado de Harnett      | 4892          |
| 570  | Limestone                       | condado de Buncombe     | 14394         |
| 571  | Limestone                       | condado de Duplin       | 7721          |
| 572  | Lincolnton                      | condado de Lincoln      | 20145         |
| 573  | Linville                        | condado de Avery        | 453           |
| 574  | Linville                        | condado de Burke        | 1761          |
| 575  | Lisbon                          | condado de Sampson      | 1964          |
| 576  | Litaker                         | condado de Rowan        | 11867         |
| 577  | Little Coharie                  | condado de Sampson      | 6215          |
| 578  | Little River                    | condado de Alexander    | 1439          |
| 579  | Little River                    | condado de Caldwell     | 4208          |
| 580  | Little River                    | condado de Montgomery   | 851           |
| 581  | Little River                    | condado de Orange       | 3458          |
| 582  | Little River                    | condado de Transylvania | 2545          |
| 583  | Little River                    | condado de Wake         | 12528         |
| 584  | Littleton                       | condado de Halifax      | 3991          |
| 585  | Locke                           | condado de Rowan        | 14149         |
| 586  | Lockwoods Folly                 | condado de Brunswick    | 23248         |
| 587  | Locust Hill                     | condado de Caswell      | 2545          |
| 588  | Logan Store                     | condado de Rutherford   | 3904          |
| 589  | Long Acre                       | condado de Beaufort     | 9185          |
| 590  | Long Creek                      | condado de Pender       | 2241          |
| 591  | Long Hill                       | condado de Surry        | 1602          |
| 592  | Louisburg                       | condado de Franklin     | 8496          |
| 593  | Lovelace                        | condado de Wilkes       | 719           |
| 594  | Lovelady                        | condado de Burke        | 8546          |
| 595  | Lovelady                        | condado de Caldwell     | 18000         |
| 596  | Lower Creek                     | condado de Burke        | 2830          |
| 597  | Lower Creek                     | condado de Caldwell     | 12393         |
| 598  | Lower Fork                      | condado de Burke        | 3667          |
| 599  | Lower Hominy                    | condado de Buncombe     | 9491          |
| 600  | Lumber Bridge                   | condado de Robeson      | 2407          |
| 601  | Lumberton                       | condado de Robeson      | 24839         |
| 602  | Madison                         | condado de Guilford     | 5701          |
| 603  | Madison                         | condado de Rockingham   | 8111          |
| 604  | Magnolia                        | condado de Duplin       | 3140          |
| 605  | Manchester                      | condado de Cumberland   | 24643         |
| 606  | Maneys Neck                     | condado de Hertford     | 1344          |
| 607  | Mangum                          | condado de Durham       | 6362          |
| 608  | Mannings                        | condado de Nash         | 5349          |
| 609  | Marion                          | condado de McDowell     | 19949         |
| 610  | Marks Creek                     | condado de Richmond     | 13914         |
| 611  | Marks Creek                     | condado de Wake         | 21932         |
| 612  | Marsh                           | condado de Surry        | 2631          |
| 613  | Marshallberg                    | condado de Carteret     | 469           |
| 614  | Marshville                      | condado de Union        | 8523          |
| 615  | Masonboro                       | condado de New Hanover  | 14773         |
| 616  | Matthews                        | condado de Chatham      | 13442         |
| 617  | Maxton                          | condado de Robeson      | 5880          |
| 618  | Maio                            | condado de Rockingham   | 7377          |
| 619  | McDaniels                       | condado de Sampson      | 1317          |
| 620  | McLauchlin                      | condado de Hoke         | 21455         |
| 621  | Meadow                          | condado de Johnston     | 3366          |
| 622  | Meadows                         | condado de Stokes       | 5336          |
| 623  | Meat Camp                       | condado de Watauga      | 3191          |
| 624  | Meredith                        | condado de Wake         | 13926         |
| 625  | Merrimon                        | condado de Carteret     | 605           |
| 626  | Merry Hill                      | condado de Bertie       | 992           |
| 627  | Micro                           | condado de Johnston     | 2812          |
| 628  | Middle Creek                    | condado de Wake         | 44136         |
| 629  | Middle Fork I                   | condado de Forsyth      | 1710          |
| 630  | Middle Fork II                  | condado de Forsyth      | 2639          |
| 631  | Middleburg                      | condado de Vance        | 3712          |
| 632  | Midway                          | condado de Davidson     | 12181         |
| 633  | Millers                         | condado de Alexander    | 2221          |
| 634  | Mills River                     | condado de Henderson    | 13470         |
| 635  | Millshoal                       | condado de Macon        | 2802          |
| 636  | Milton                          | condado de Caswell      | 2217          |
| 637  | Mineral Springs                 | condado de Richmond     | 3899          |
| 638  | Mingo                           | condado de Sampson      | 2770          |
| 639  | Minneapolis                     | condado de Avery        | 384           |
| 640  | Mintonsville                    | condado de Gates        | 1097          |
| 641  | Mitchell                        | condado de Bertie       | 2628          |
| 642  | Mocksville                      | condado de Davie        | 9837          |
| 643  | Monroe                          | condado de Guilford     | 10487         |
| 644  | Monroe                          | condado de Union        | 52310         |
| 645  | Montezuma                       | condado de Avery        | 676           |
| 646  | Montford Cove                   | condado de McDowell     | 2541          |
| 647  | Moravian Falls                  | condado de Wilkes       | 3007          |
| 648  | Morehead                        | condado de Carteret     | 25256         |
| 649  | Morehead                        | condado de Guilford     | 195218        |
| 650  | Morgan                          | condado de Rowan        | 3424          |
| 651  | Morgan                          | condado de Rutherford   | 1592          |
| 652  | Morganton                       | condado de Burke        | 28058         |
| 653  | Morven                          | condado de Anson        | 2065          |
| 654  | Moseley Hall                    | condado de Lenoir       | 5715          |
| 655  | Mount Airy                      | condado de Surry        | 24334         |
| 656  | Mount Gilead                    | condado de Montgomery   | 2995          |
| 657  | Mount Hermon                    | condado de Pasquotank   | 6927          |
| 658  | Mount Tirzah                    | condado de Person       | 3340          |
| 659  | Mount Ulla                      | condado de Rowan        | 1692          |
| 660  | Mountain                        | condado de Jackson      | 492           |
| 661  | Mountain Creek                  | condado de Catawba      | 9678          |
| 662  | Moyock                          | condado de Currituck    | 6879          |
| 663  | Mulberry                        | condado de Caldwell     | 826           |
| 664  | Mulberry                        | condado de Wilkes       | 6688          |
| 665  | Murfreesboro                    | condado de Hertford     | 6085          |
| 666  | Murphy                          | condado de Cherokee     | 10921         |
| 667  | Nags Head                       | condado de Dare         | 10543         |
| 668  | Nahunta                         | condado de Wayne        | 3608          |
| 669  | Nantahala                       | condado de Macon        | 802           |
| 670  | Nantahala                       | condado de Swain        | 1988          |
| 671  | Nashville                       | condado de Nash         | 10238         |
| 672  | Nebo                            | condado de McDowell     | 3652          |
| 673  | Neills Creek                    | condado de Harnett      | 7464          |
| 674  | Neuse                           | condado de Lenoir       | 5129          |
| 675  | Neuse                           | condado de Wake         | 73617         |
| 676  | New Bethel                      | condado de Rockingham   | 6703          |
| 677  | New Castle                      | condado de Wilkes       | 1740          |
| 678  | New Hope                        | condado de Chatham      | 2700          |
| 679  | New Hope                        | condado de Iredell      | 1662          |
| 680  | New Hope                        | condado de Perquimans   | 3005          |
| 681  | New Hope                        | condado de Randolph     | 1198          |
| 682  | New Hope                        | condado de Wayne        | 15559         |
| 683  | New Light                       | condado de Wake         | 7591          |
| 684  | New Market                      | condado de Randolph     | 6620          |
| 685  | New River                       | condado de Watauga      | 11838         |
| 686  | New Salem                       | condado de Union        | 3532          |
| 687  | Newland                         | condado de Pasquotank   | 2791          |
| 688  | Newland No. 1                   | condado de Avery        | 1189          |
| 689  | Newland No. 2                   | condado de Avery        | 1096          |
| 690  | Newport                         | condado de Carteret     | 9974          |
| 691  | Newton                          | condado de Catawba      | 32264         |
| 692  | Newton Grove                    | condado de Sampson      | 2130          |
| 693  | Nixonton                        | condado de Pasquotank   | 9170          |
| 694  | North Albemarle                 | condado de Stanly       | 14046         |
| 695  | North Brook                     | condado de Lincoln      | 5840          |
| 696  | North Buck Shoals               | condado de Yadkin       | 2348          |
| 697  | North Catawba                   | condado de Caldwell     | 6939          |
| 698  | North Clinton                   | condado de Sampson      | 11242         |
| 699  | North Cove                      | condado de McDowell     | 2263          |
| 700  | North Fall Creek                | condado de Yadkin       | 1515          |
| 701  | North Fork                      | condado de Ashe         | 868           |
| 702  | North Fork                      | condado de Watauga      | 229           |
| 703  | North Knobs                     | condado de Yadkin       | 4649          |
| 704  | North Liberty                   | condado de Yadkin       | 6013          |
| 705  | North Whitakers                 | condado de Nash         | 2471          |
| 706  | North Wilkesboro                | condado de Wilkes       | 7319          |
| 707  | Northwest                       | condado de Brunswick    | 12190         |
| 708  | Notla                           | condado de Cherokee     | 4570          |
| 709  | Nutbush                         | condado de Warren       | 2538          |
| 710  | Oak Grove                       | condado de Durham       | 39856         |
| 711  | Oak Hill                        | condado de Granville    | 1776          |
| 712  | Oak Level                       | condado de Nash         | 6995          |
| 713  | Oak Ridge                       | condado de Guilford     | 11402         |
| 714  | Oakland                         | condado de Chatham      | 1250          |
| 715  | Obids                           | condado de Ashe         | 1376          |
| 716  | Oconeechee                      | condado de Northampton  | 2153          |
| 717  | Ocracoke                        | condado de Hyde         | 948           |
| 718  | Old Fields                      | condado de Ashe         | 2708          |
| 719  | Old Fields                      | condado de Wilson       | 5379          |
| 720  | Old Fort                        | condado de McDowell     | 4122          |
| 721  | Old Richmond                    | condado de Forsyth      | 5236          |
| 722  | Old Town                        | condado de Forsyth      | 149           |
| 723  | Olds                            | condado de Greene       | 3990          |
| 724  | Olin                            | condado de Iredell      | 1840          |
| 725  | Olive Hill                      | condado de Person       | 2417          |
| 726  | O'Neals                         | condado de Johnston     | 8868          |
| 727  | Ophir                           | condado de Montgomery   | 641           |
| 728  | Ormonds                         | condado de Greene       | 1980          |
| 729  | Orrum                           | condado de Robeson      | 2001          |
| 730  | Oxford                          | condado de Granville    | 7425          |
| 731  | Pactolus                        | condado de Pitt         | 8154          |
| 732  | Palmyra                         | condado de Halifax      | 1083          |
| 733  | Pantego                         | condado de Beaufort     | 6685          |
| 734  | Panther Branch                  | condado de Wake         | 24019         |
| 735  | Parkton                         | condado de Robeson      | 4170          |
| 736  | Parkville                       | condado de Perquimans   | 2697          |
| 737  | Patterson                       | condado de Caldwell     | 2283          |
| 738  | Peak Creek                      | condado de Ashe         | 1104          |
| 739  | Pearces Mill                    | condado de Cumberland   | 17771         |
| 740  | Pee Dee                         | condado de Montgomery   | 1434          |
| 741  | Pelham                          | condado de Caswell      | 3602          |
| 742  | Pembroke                        | condado de Robeson      | 13732         |
| 743  | Pensacola                       | condado de Yancey       | 625           |
| 744  | Peters Creek                    | condado de Stokes       | 2026          |
| 745  | Philadelphus                    | condado de Robeson      | 3593          |
| 746  | Pigeon                          | condado de Haywood      | 5546          |
| 747  | Pikeville                       | condado de Wayne        | 3138          |
| 748  | Pilot                           | condado de Surry        | 4020          |
| 749  | Pine Level                      | condado de Johnston     | 4852          |
| 750  | Pine Swamp                      | condado de Ashe         | 2614          |
| 751  | Pineola                         | condado de Avery        | 1207          |
| 752  | Piney Creek                     | condado de Alleghany    | 858           |
| 753  | Piney Creek                     | condado de Ashe         | 1138          |
| 754  | Piney Grove                     | condado de Sampson      | 2774          |
| 755  | Pink Hill                       | condado de Lenoir       | 3039          |
| 756  | Plain View                      | condado de Sampson      | 5095          |
| 757  | Pleasant Grove                  | condado de Johnston     | 14677         |
| 758  | Pleasant Grove                  | condado de Randolph     | 571           |
| 759  | Pleasant Hill                   | condado de Northampton  | 604           |
| 760  | Plumtree                        | condado de Avery        | 711           |
| 761  | Plymouth                        | condado de Washington   | 7334          |
| 762  | Pond Mountain                   | condado de Ashe         | 240           |
| 763  | Poplar                          | condado de Mitchell     | 239           |
| 764  | Poplar Branch                   | condado de Currituck    | 7823          |
| 765  | Poplar Point                    | condado de Martin       | 511           |
| 766  | Portsmouth                      | condado de Carteret     | 0             |
| 767  | Prathers Creek                  | condado de Alleghany    | 869           |
| 768  | Price                           | condado de Rockingham   | 1645          |
| 769  | Price Creek                     | condado de Yancey       | 1364          |
| 770  | Providence                      | condado de Pasquotank   | 8351          |
| 771  | Providence                      | condado de Randolph     | 6786          |
| 772  | Providence                      | condado de Rowan        | 9985          |
| 773  | Pyatte                          | condado de Avery        | 516           |
| 774  | Quaker Gap                      | condado de Stokes       | 2818          |
| 775  | Quaker Meadows                  | condado de Burke        | 7339          |
| 776  | Qualla                          | condado de Jackson      | 6161          |
| 777  | Quewhiffle                      | condado de Hoke         | 4049          |
| 778  | Raeford                         | condado de Hoke         | 12995         |
| 779  | Raft Swamp                      | condado de Robeson      | 3860          |
| 780  | Raleigh                         | condado de Wake         | 117838        |
| 781  | Ramseytown                      | condado de Yancey       | 443           |
| 782  | Randleman                       | condado de Randolph     | 9536          |
| 783  | Ransom                          | condado de Columbus     | 4809          |
| 784  | Rede Hill                       | condado de Mitchell     | 361           |
| 785  | Rede Oak                        | condado de Nash         | 3581          |
| 786  | Rede Springs                    | condado de Robeson      | 6175          |
| 787  | Reddies River                   | condado de Wilkes       | 10870         |
| 788  | Reedy Creek                     | condado de Davidson     | 5088          |
| 789  | Reems Creek                     | condado de Buncombe     | 12263         |
| 790  | Reidsville                      | condado de Rockingham   | 19874         |
| 791  | Rennert                         | condado de Robeson      | 3408          |
| 792  | Reynoldson                      | condado de Gates        | 1801          |
| 793  | Rich Square                     | condado de Northampton  | 3214          |
| 794  | Richland                        | condado de Beaufort     | 3112          |
| 795  | Richland                        | condado de Randolph     | 3811          |
| 796  | Richlands                       | condado de Onslow       | 20615         |
| 797  | Ridenhour                       | condado de Stanly       | 3029          |
| 798  | River                           | condado de Jackson      | 1359          |
| 799  | River                           | condado de Warren       | 1352          |
| 800  | Riverbend                       | condado de Gaston       | 26596         |
| 801  | Roanoke                         | condado de Northampton  | 2143          |
| 802  | Roanoke                         | condado de Warren       | 1214          |
| 803  | Roanoke Rapids                  | condado de Halifax      | 23144         |
| 804  | Roaring Creek                   | condado de Avery        | 468           |
| 805  | Robersonville                   | condado de Martin       | 3451          |
| 806  | Rock Creek                      | condado de Guilford     | 11635         |
| 807  | Rock Creek                      | condado de Wilkes       | 6046          |
| 808  | Rockfish                        | condado de Cumberland   | 55819         |
| 809  | Rockfish                        | condado de Duplin       | 1892          |
| 810  | Rockford                        | condado de Surry        | 1846          |
| 811  | Rockingham                      | condado de Richmond     | 15745         |
| 812  | Rocky Mount                     | condado de Nash         | 16257         |
| 813  | Rocky Point                     | condado de Pender       | 7266          |
| 814  | Rocky Springs                   | condado de Montgomery   | 2369          |
| 815  | Rose Hill                       | condado de Duplin       | 3411          |
| 816  | Roseneath                       | condado de Halifax      | 572           |
| 817  | Rowland                         | condado de Robeson      | 2351          |
| 818  | Roxboro                         | condado de Person       | 15284         |
| 819  | Roxobel                         | condado de Bertie       | 1671          |
| 820  | Ruffin                          | condado de Rockingham   | 5726          |
| 821  | Rutherfordton                   | condado de Rutherford   | 13107         |
| 822  | Saddletree                      | condado de Robeson      | 4891          |
| 823  | Salem                           | condado de Granville    | 1884          |
| 824  | Salem                           | condado de Pasquotank   | 1681          |
| 825  | Salem Chapel                    | condado de Forsyth      | 6808          |
| 826  | Salisbury                       | condado de Rowan        | 28205         |
| 827  | Cumprimenta                     | condado de Polk         | 1972          |
| 828  | Sand Hill                       | condado de Lenoir       | 1256          |
| 829  | Sandy Creek                     | condado de Franklin     | 2718          |
| 830  | Sandy Creek                     | condado de Vance        | 6711          |
| 831  | Sandy Creek                     | condado de Warren       | 1866          |
| 832  | Sandy Mush                      | condado de Buncombe     | 1407          |
| 833  | Sandy Ridge                     | condado de Union        | 45672         |
| 834  | Saratoga                        | condado de Wilson       | 1665          |
| 835  | Sassafras Fork                  | condado de Granville    | 2831          |
| 836  | Saulston                        | condado de Wayne        | 7676          |
| 837  | Sauratown                       | condado de Stokes       | 5681          |
| 838  | Savannah                        | condado de Jackson      | 1495          |
| 839  | Scotch Irish                    | condado de Rowan        | 1820          |
| 840  | Scotland Neck                   | condado de Halifax      | 3684          |
| 841  | Scott Creek                     | condado de Jackson      | 2094          |
| 842  | Scuppernong                     | condado de Tyrrell      | 673           |
| 843  | Scuppernong                     | condado de Washington   | 1724          |
| 844  | Seja Level                      | condado de Carteret     | 522           |
| 845  | Seaboard                        | condado de Northampton  | 1494          |
| 846  | Selma                           | condado de Johnston     | 9860          |
| 847  | Seventy-First                   | condado de Cumberland   | 93772         |
| 848  | Shady Grove                     | condado de Davie        | 5308          |
| 849  | Shallotte                       | condado de Brunswick    | 26545         |
| 850  | Shannon                         | condado de Robeson      | 1381          |
| 851  | Sharpes                         | condado de Alexander    | 5154          |
| 852  | Sharpesburg                     | condado de Iredell      | 2622          |
| 853  | Shawneehaw                      | condado de Watauga      | 765           |
| 854  | Shiloh                          | condado de Camden       | 2506          |
| 855  | Shiloh                          | condado de Iredell      | 8705          |
| 856  | Shine                           | condado de Greene       | 1780          |
| 857  | Shoal Creek                     | condado de Cherokee     | 2290          |
| 858  | Shoals                          | condado de Surry        | 2032          |
| 859  | Shocco                          | condado de Warren       | 1358          |
| 860  | Shooting Creek                  | condado de Clay         | 1513          |
| 861  | Siloam                          | condado de Surry        | 1148          |
| 862  | Silver Creek                    | condado de Burke        | 10793         |
| 863  | Silver Hill                     | condado de Davidson     | 6164          |
| 864  | Simpsonville                    | condado de Rockingham   | 3976          |
| 865  | Sixpound                        | condado de Warren       | 1061          |
| 866  | Skinnersville                   | condado de Washington   | 1286          |
| 867  | Smith                           | condado de Duplin       | 2517          |
| 868  | Smith Creek                     | condado de Warren       | 2334          |
| 869  | Smithbridge                     | condado de Macon        | 3858          |
| 870  | Smithfield                      | condado de Johnston     | 16409         |
| 871  | Smiths                          | condado de Robeson      | 6030          |
| 872  | Smithville                      | condado de Brunswick    | 14467         |
| 873  | Smoky Creek                     | condado de Burke        | 772           |
| 874  | Smyrna                          | condado de Carteret     | 787           |
| 875  | Smyrna                          | condado de Robeson      | 2048          |
| 876  | Snakebite                       | condado de Bertie       | 1410          |
| 877  | Snow Creek                      | condado de Mitchell     | 1779          |
| 878  | Snow Creek                      | condado de Stokes       | 2738          |
| 879  | Snow Hill                       | condado de Greene       | 2901          |
| 880  | Somers                          | condado de Wilkes       | 1077          |
| 881  | South Albemarle                 | condado de Stanly       | 8225          |
| 882  | South Buck Shoals               | condado de Yadkin       | 1368          |
| 883  | South Clinton                   | condado de Sampson      | 6877          |
| 884  | South Fall Creek                | condado de Yadkin       | 2551          |
| 885  | South Fork                      | condado de Forsyth      | 2576          |
| 886  | South Fork                      | condado de Tyrrell      | 50            |
| 887  | South Knobs                     | condado de Yadkin       | 1804          |
| 888  | South Liberty                   | condado de Yadkin       | 3132          |
| 889  | South Mills                     | condado de Camden       | 3652          |
| 890  | South Point                     | condado de Gaston       | 40484         |
| 891  | South River                     | condado de Sampson      | 1748          |
| 892  | South Toe                       | condado de Yancey       | 2344          |
| 893  | South Westfield                 | condado de Surry        | 2233          |
| 894  | South Whitakers                 | condado de Nash         | 3197          |
| 895  | South Williams                  | condado de Columbus     | 7023          |
| 896  | Southwest                       | condado de Lenoir       | 1503          |
| 897  | Speights Bridge                 | condado de Greene       | 2085          |
| 898  | Spring Hill                     | condado de Scotland     | 5045          |
| 899  | Springhill                      | condado de Wilson       | 3131          |
| 900  | St. Johns                       | condado de Hertford     | 2822          |
| 901  | St. Marys                       | condado de Wake         | 58484         |
| 902  | St. Matthews                    | condado de Wake         | 65731         |
| 903  | St. Pauls                       | condado de Robeson      | 9030          |
| 904  | Stacy                           | condado de Carteret     | 214           |
| 905  | Stanton                         | condado de Wilkes       | 541           |
| 906  | Stantonsburg                    | condado de Wilson       | 1968          |
| 907  | Star                            | condado de Montgomery   | 3147          |
| 908  | Statesville                     | condado de Iredell      | 26460         |
| 909  | Stecoah                         | condado de Graham       | 1425          |
| 910  | Steele                          | condado de Rowan        | 1725          |
| 911  | Steeles                         | condado de Richmond     | 467           |
| 912  | Sterlings                       | condado de Robeson      | 959           |
| 913  | Stewarts Creek                  | condado de Harnett      | 3767          |
| 914  | Stewarts Creek                  | condado de Surry        | 7169          |
| 915  | Stewartsville                   | condado de Scotland     | 20184         |
| 916  | Stonewall                       | condado de Hoke         | 1918          |
| 917  | Stoney Creek                    | condado de Caswell      | 3866          |
| 918  | Stoney Creek                    | condado de Wayne        | 15659         |
| 919  | Stony Creek                     | condado de Nash         | 25019         |
| 920  | Stony Fork                      | condado de Watauga      | 2585          |
| 921  | Straits                         | condado de Carteret     | 2826          |
| 922  | Stump Sound                     | condado de Onslow       | 17336         |
| 923  | Sugar Loaf                      | condado de Alexander    | 1326          |
| 924  | Sugarfork                       | condado de Macon        | 523           |
| 925  | Sulphur Springs                 | condado de Rutherford   | 5133          |
| 926  | Sumner                          | condado de Guilford     | 8971          |
| 927  | Swan Quarter                    | condado de Hyde         | 782           |
| 928  | Swannanoa                       | condado de Buncombe     | 15551         |
| 929  | Swansboro                       | condado de Onslow       | 19417         |
| 930  | Sweetwater                      | condado de Clay         | 850           |
| 931  | Swift Creek                     | condado de Pitt         | 1669          |
| 932  | Swift Creek                     | condado de Wake         | 50225         |
| 933  | Sylva                           | condado de Jackson      | 6671          |
| 934  | Tabernacle                      | condado de Randolph     | 6541          |
| 935  | Tally Ho                        | condado de Granville    | 5553          |
| 936  | Tatums                          | condado de Columbus     | 3771          |
| 937  | Taylors                         | condado de Wilson       | 9001          |
| 938  | Taylors Bridge                  | condado de Sampson      | 1388          |
| 939  | Taylorsville                    | condado de Alexander    | 11099         |
| 940  | Thomasville                     | condado de Davidson     | 39010         |
| 941  | Thompson                        | condado de Robeson      | 1236          |
| 942  | Toisnot                         | condado de Wilson       | 5462          |
| 943  | Topsail                         | condado de Pender       | 21253         |
| 944  | Town Creek                      | condado de Brunswick    | 27533         |
| 945  | Townsville                      | condado de Vance        | 1341          |
| 946  | Traphill                        | condado de Wilkes       | 3391          |
| 947  | Trent                           | condado de Lenoir       | 3527          |
| 948  | Triangle                        | condado de Durham       | 93373         |
| 949  | Trinity                         | condado de Randolph     | 26604         |
| 950  | Troy                            | condado de Montgomery   | 6270          |
| 951  | Tryon                           | condado de Polk         | 3747          |
| 952  | Turkey                          | condado de Sampson      | 2181          |
| 953  | Turnbull                        | condado de Bladen       | 733           |
| 954  | Turnersburg                     | condado de Iredell      | 3880          |
| 955  | Tusquittee                      | condado de Clay         | 764           |
| 956  | Tyro                            | condado de Davidson     | 9025          |
| 957  | Tyson                           | condado de Stanly       | 2638          |
| 958  | Union                           | condado de Pender       | 4232          |
| 959  | Union                           | condado de Randolph     | 2940          |
| 960  | Union                           | condado de Robeson      | 3053          |
| 961  | Union                           | condado de Rutherford   | 1824          |
| 962  | Union                           | condado de Wilkes       | 1259          |
| 963  | Union Grove                     | condado de Iredell      | 2170          |
| 964  | Unity                           | condado de Rowan        | 2215          |
| 965  | Upper Creek                     | condado de Burke        | 1180          |
| 966  | Upper Fork                      | condado de Burke        | 1066          |
| 967  | Upper Hominy                    | condado de Buncombe     | 16789         |
| 968  | Upper Little River              | condado de Harnett      | 8829          |
| 969  | Uwharrie                        | condado de Montgomery   | 1825          |
| 970  | Valleytown                      | condado de Cherokee     | 7275          |
| 971  | Vance                           | condado de Lenoir       | 3545          |
| 972  | Vance                           | condado de Union        | 52497         |
| 973  | Vienna                          | condado de Forsyth      | 10243         |
| 974  | Waccamaw                        | condado de Brunswick    | 3448          |
| 975  | Waccamaw                        | condado de Columbus     | 2175          |
| 976  | Wadesboro                       | condado de Anson        | 9118          |
| 977  | Wake Forest                     | condado de Wake         | 65491         |
| 978  | Walnut Grove                    | condado de Granville    | 2373          |
| 979  | Walnut Grove                    | condado de Wilkes       | 1223          |
| 980  | Walnut Hill                     | condado de Ashe         | 1369          |
| 981  | Warrenton                       | condado de Warren       | 4776          |
| 982  | Warsaw                          | condado de Duplin       | 6108          |
| 983  | Washington                      | condado de Beaufort     | 14838         |
| 984  | Washington                      | condado de Guilford     | 2937          |
| 985  | Watauga                         | condado de Watauga      | 3558          |
| 986  | Watkins                         | condado de Vance        | 640           |
| 987  | Waynesville                     | condado de Haywood      | 19489         |
| 988  | Webster                         | condado de Jackson      | 2686          |
| 989  | Welches Creek                   | condado de Columbus     | 1783          |
| 990  | Weldon                          | condado de Halifax      | 5636          |
| 991  | Wentworth                       | condado de Rockingham   | 8825          |
| 992  | West Howellsville               | condado de Robeson      | 2868          |
| 993  | West Jefferson                  | condado de Ashe         | 4614          |
| 994  | Westbrook                       | condado de Sampson      | 1812          |
| 995  | Western Prong                   | condado de Columbus     | 811           |
| 996  | Westfield                       | condado de Surry        | 2648          |
| 997  | White Oak                       | condado de Bladen       | 1896          |
| 998  | White Oak                       | condado de Carteret     | 12942         |
| 999  | White Oak                       | condado de Haywood      | 401           |
| 1000 | White Oak                       | condado de Onslow       | 20751         |
| 1001 | White Oak                       | condado de Polk         | 2504          |
| 1002 | White Oak                       | condado de Wake         | 72894         |
| 1003 | White Store                     | condado de Anson        | 506           |
| 1004 | Whitehead                       | condado de Alleghany    | 1060          |
| 1005 | Whitehouse                      | condado de Robeson      | 1053          |
| 1006 | Whites                          | condado de Bertie       | 1554          |
| 1007 | Whites Creek                    | condado de Bladen       | 1546          |
| 1008 | Whiteville                      | condado de Columbus     | 11593         |
| 1009 | Wiccacanee                      | condado de Northampton  | 1837          |
| 1010 | Wilders                         | condado de Johnston     | 18083         |
| 1011 | Wilkesboro                      | condado de Wilkes       | 10448         |
| 1012 | Williams                        | condado de Chatham      | 13624         |
| 1013 | Williams                        | condado de Columbus     | 4578          |
| 1014 | Williams                        | condado de Martin       | 1256          |
| 1015 | Williamsboro                    | condado de Vance        | 3332          |
| 1016 | Williamsburg                    | condado de Rockingham   | 4464          |
| 1017 | Williamson                      | condado de Scotland     | 7683          |
| 1018 | Williamston                     | condado de Martin       | 9112          |
| 1019 | Wilmington                      | condado de New Hanover  | 106476        |
| 1020 | Wilson                          | condado de Wilson       | 42775         |
| 1021 | Wilson Creek                    | condado de Caldwell     | 55            |
| 1022 | Wilson Mills                    | condado de Johnston     | 5555          |
| 1023 | Windsor                         | condado de Bertie       | 7971          |
| 1024 | Winston                         | condado de Forsyth      | 229617        |
| 1025 | Winterville                     | condado de Pitt         | 46280         |
| 1026 | Winton                          | condado de Hertford     | 4441          |
| 1027 | Wisharts                        | condado de Robeson      | 6303          |
| 1028 | Wittenburg                      | condado de Alexander    | 10075         |
| 1029 | Wolf Pit                        | condado de Richmond     | 8425          |
| 1030 | Wolfscrape                      | condado de Duplin       | 3267          |
| 1031 | Woodington                      | condado de Lenoir       | 2089          |
| 1032 | Woodsdale                       | condado de Person       | 1502          |
| 1033 | Woodville                       | condado de Bertie       | 1409          |
| 1034 | Yadkin                          | condado de Stokes       | 21834         |
| 1035 | Yadkin College                  | condado de Davidson     | 710           |
| 1036 | Yadkin Valley                   | condado de Caldwell     | 1205          |
| 1037 | Yanceyville                     | condado de Caswell      | 3767          |
| 1038 | Yellow Creek                    | condado de Graham       | 642           |
| 1039 | Youngsville                     | condado de Franklin     | 14423         |

Notas:
1. 1 2 3 4  É um território não organizado